# Oriol Busquets
Oriol Busquets Mas (Sant Feliu de Guíxols, 20 gennaio 1999) è un calciatore spagnolo, centrocampista dell'Eupen.

## Caratteristiche tecniche
È un mediano.

## Carriera

### Club
Cresciuto nel settore giovanile del Barcellona, ha esordito in prima squadra il 29 settembre 2017 disputando l'incontro di Coppa del Re vinto 5-0 contro il Real Murcia.
Impiegato prevalentemente con la squadra riserve del club blaugrana, il 27 agosto 2019 è stato ceduto in prestito al Twente.

### Nazionale
Ha giocato nelle nazionali giovanili spagnole Under-16, Under-17, Under-18, Under-19 ed Under-21; con l'Under-17 nel 2016 ha giocato (e perso) la finale degli Europei di categoria.

## Statistiche
Statistiche aggiornate al 7 settembre 2019.

### Presenze e reti nei club
| Stagione        | Squadra         | Campionato      | Campionato | Campionato | Coppe nazionali | Coppe nazionali | Coppe nazionali | Coppe continentali | Coppe continentali | Coppe continentali | Altre coppe | Altre coppe | Altre coppe | Totale | Totale | Totale |
| Stagione        | Squadra         | Comp            | Pres       | Reti       | Comp            | Pres            | Reti            | Comp               | Pres               | Reti               | Comp        | Pres        | Reti        | Pres   | Reti   |        |
| --------------- | --------------- | --------------- | ---------- | ---------- | --------------- | --------------- | --------------- | ------------------ | ------------------ | ------------------ | ----------- | ----------- | ----------- | ------ | ------ | ------ |
| 2016-2017       | Barcellona B    | SDB             | 2          | 0          |                 | -               | -               |                    | -                  | -                  |             | -           | -           | 2      | 0      |        |
| 2017-2018       | Barcellona B    | SD              | 22         | 0          |                 | -               | -               |                    | -                  | -                  |             | -           | -           | 22     | 0      |        |
| 2018-2019       | Barcellona B    | SDB             | 30         | 1          |                 | -               | -               |                    | -                  | -                  |             | -           | -           | 30     | 1      |        |
| 2017-2018       | Barcellona      | PD              | 0          | 0          | CR              | 1               | 0               | UCL                | 0                  | 0                  |             | -           | -           | 1      | 0      |        |
| 2018-2019       | Barcellona      | PD              | 0          | 0          | CR              | 1               | 0               | UCL                | 0                  | 0                  |             | -           | -           | 1      | 0      |        |
| 2019-2020       | Twente          | ED              | 21         | 0          | CO              | 0               | 0               |                    | -                  | -                  |             | -           | -           | 21     | 0      |        |
| 2020-2021       | Barcellona B    | SDB             | 4          | 0          |                 | -               | -               |                    | -                  | -                  |             | -           | -           | 4      | 0      |        |
| Totale carriera | Totale carriera | Totale carriera | 79         | 1          |                 | 2               | 0               |                    | 0                  | 0                  |             | -           | -           | 81     | 1      |        |

## Palmarès

### Club

#### Competizioni giovanili
- UEFA Youth League: 1

Barcellona: 2017-2018

#### Competizioni nazionali
- Coppa di Spagna: 1

Barcellona: 2017-2018